# بلدة فان بورن (مقاطعة هانكوك)
بلدة فان بورن، مقاطعة هانكوك (أوهايو) (بالإنجليزية: Van Buren Township, Hancock County, Ohio)‏ هي منطقة سكنية تقع في الولايات المتحدة في مقاطعة هانقق، أوهايو.  يقدر عدد سكانها بـ 943 نسمة ومساحتها 63.1 كم2  وترتفع عن سطح البحر 271 متر.